# El Valle (parroquia de Cuenca)
La parroquia El Valle ubicada en la parte sur oriental de la ciudad de Cuenca es una de las más importantes del cantón Cuenca, por cuanto a través de sus actividades se armonizan y dinamizan las actividades principales de la ciudad, como la de la construcción, la vivienda y el comercio al por menor, como centro de abastecimiento de mano de obra para la cabecera cantonal.
Entre los límites esta al norte la ciudad de Cuenca y la parroquia Paccha del cantón Cuenca; al sur las parroquias Tarqui, Quingeo y Santa Ana del cantón Cuenca; este: la parroquia Santa Ana del cantón Cuenca; y finalmente al oeste la ciudad de Cuenca y la parroquia Turi del cantón Cuenca.  

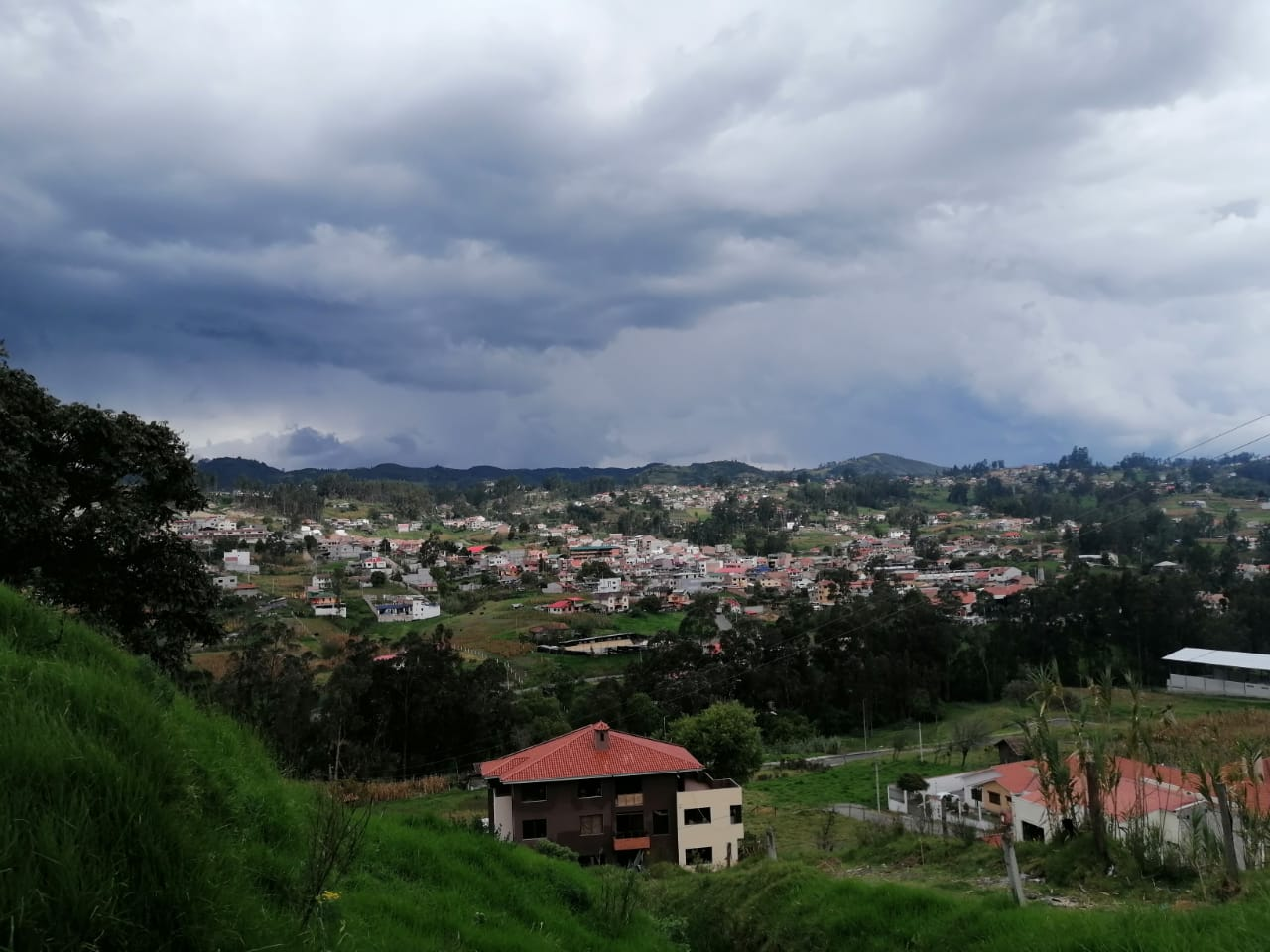
Vista de El Valle

Su altitud media es de 2520 m.s.n.m, la superficies es de 4451.66 hectáreas. Cuenta con una población de 18692 habitantes; 840 urbano y 17852 rural; y su tasa de crecimiento es de 1.89% anual intercensal (tasa positiva de crecimiento).

## Flora y fauna
La parroquia El Valle presenta un clima promedio de 12 °C Y 20 °C con dos estaciones lluviosas al año, las mismas que ocurren en dos periodos del año, durante los meses de febrero- mayo y octubre-noviembre. La precipitación de estas oscila entre 500 a 2000 mm. Este hecho ha dado lugar a las características de la flora y fauna, es así que en la parroquia se han identificado dos tipos de bosques según la clasificación de vidas de HOLDRIGE.
DIVERSIDAD DE FLORA
Diversidad de flora De colaboración al PDOT, 2013 la variedad de flora en la parroquia El Valle equivale un total de 79 especies registradas en el diagnóstico ambiental  realizado en las 21 parroquias del cantón Cuenca, exclusivamente 2 de estas 79 especies son de carácter endémico mientras que las 55 son nativas y las 22 restantes pertenecen al tipo introducidas, las cuales están ubicadas en las zonas aledañas de las comunidades generando un déficit de plantas nativas cubriendo las quebradas, esto ha traído como resultado que se ponga en riesgo las fuentes de agua también como a la fertilidad de los suelos. 
DIVERSIDAD DE FAUNA
La variedad de fauna en la parroquia El Valle según una publicación realizado por la Comisión de Gestión Ambiental presenta gran diversidad de especies entre ellas:  golondrina, jilguero, mirlos, colibrí, gorrión,canes,vacunos, ovinos, porcinos, tórtolas, anfibios (ranas), insectos, aves de corral.

## Historia de la parroquia
El valle, es considerada la parroquia más grande y más poblada del cantón Cuenca, característica que la ubica como la más importante. Muchas de las actividades que abastecen la producción en la ciudad de Cuenca provienen de ella, gracias a la dinamización de actividades como el abastecimiento de mano de obra para la construcción y el comercio al por menor.
Se señala que la parroquia San Juan Bautista del Valle se fundó a petición de los padres dominicos, aproximadamente el 8 de noviembre de 1802, originariamente en el lugar que hoy se conoce como ‘El Despacho’, y que, posteriormente, se traslada al lugar actual. De ser así, la parroquia El Valle, el 8 de noviembre de este año, cumplirá 218 años de vida eclesiástica. Cabe señalar que, en el siglo XVII, se construyó esta con la iglesia, junto con la de Paccha. En el Archivo Nacional de Historia, sección del Azuay, se pueden visualizar documentos desde el año 1.655 de los primeros negocios de compra venta de terrenos de la parroquia El Valle, además, esta parroquia sirve de acceso y camino principal hacia esta parroquia Paccha. (FCS) (F). 
Otra referencia valiosa de los antecedentes es el censo realizado en la Gobernación de Cuenca en el año 1778, por orden de una Cédula dictada el 10 de noviembre de 1776 por Carlos III mediante la cual ordena un censo de todos sus súbditos pertenecientes al Virreinato de Nueva Granada, jurisdicción a la que pertenecía la entonces gobernación de Cuenca, censo que tenía por finalidad mejorar los excedentes económicos incrementando los impuestos a los indígenas.
Según los datos que constan en la Revista número 4 del Archivo Nacional de Historia Sección del Azuay, El Valle en el censo realizado en el año 1778 tenía una población de 3.930 habitantes, clasificados de la siguiente manera: blancos y mestizos 529, Indios 3.400  y un negro libre. De los 529 blancos y mestizos 257 eran mujeres y 272 hombres; de los 3.400 indios, 1.584 eran mujeres y 1712 eran hombres.
Otro dato de gran valía es la CONSTITUCIÓN DE CUENCA INDEPENDIENTE, el tres de noviembre de 1820, fecha en la que Cuenca se declaró independiente. Su jefe político y militar, don José María Vásquez de Noboa, convocó a una asamblea para formar un cabildo abierto, con el concurso de representantes de todas las parroquias. La sesión se realizó el 15 de noviembre, su objetivo primordial era el acordar un plan de gobierno que debía adaptarse a la nueva situación, a decir del historiador Enrique Ayala Mora. En esta asamblea participan varios delegados de las diferentes parroquias quienes firman el documento en calidad de Diputados, El Valle, que había tenido una activa participación en la independencia, no podía quedarse al margen de tan importante acontecimiento, es por ello que firman como diputados en representación de la parroquia los señores: Juan Jaramillo y Manuel Guerrero (nombre que hoy lleva la escuela de niñas de la parroquia).
Se considera como fecha de parroquialización el 26 de marzo de 1897, fecha en la que según el acuerdo número 124, aprobado por el presidente Eloy Alfaro, cuando se realizó la División Territorial de la República del Ecuador, reconociéndose desde entonces como parroquias rurales a varios sectores entre ellos El Valle. 
Por otro lado, en la parroquia, si bien es cierto lo religioso ha tenido una importancia relevante, también la música y la danza ocupan un lugar privilegiado entre la niñez y juventud, varios son los grupos de danza que han ocupado lugares notables en diferentes eventos realizados a nivel local y nacional, de igual forma en la música se ha visto en la actualidad a varios grupos, que se han presentado en diversos lugares del país.

## Actividades económicas
De acuerdo al Plan de Ordenamiento Territorial El Valle 2014- 2018, sección Economía las principales fuentes de ingreso en la localidad de El Valle se debe al trabajo emprendido por la población activa, es decir aquellos que están en la capacidad de trabajar. Cabe mencionar que estos ingresos se obtienen tras la jornada de trabajo que desarrollan en la ciudad de Cuenca. Es decir, los habitantes todos los días salen a la zona urbana a desempeñar actividades en empresas privadas y públicas. Entre las ocupaciones que realizan están: obreros y empleadas domésticas. Por otro lado, la segunda fuente de ingreso para los vallenenses depende de dos sectores; el primario y el secundario. 

### Sector primario
La parroquia El Valle al estar ubicada dentro de la zona rural del cantón Cuenca, emprende actividades agrícolas y agropecuarias como un mecanismo de auto subsistencia para los pobladores
Subsector agrícola Según datos expuestos en el PDOT, 2013 la parroquia El Valle cuenta con un porcentaje de 63,5% del territorio apto para la agricultura, sin embargo, la mayor parte de sus habitantes no han visto este recurso como una posibilidad de fuente de ingresos. Dado este hecho únicamente tres comunidades presentan altos índices de producción y consumo como lo son Cochapamba, Maluay y San Antonio de Gapal. Entre los principales cultivos se destacan 5 tipos, el maíz ocupando el primer lugar, en segundo plano el frejol, como tercer cultivo está la producción de hortalizas, un cuarto lugar lo ocupa la producción de papas y el último corresponde al cultivo de las arvejas 

#### Subsector agrícola
Según datos expuestos en el PDOT, 2013 la parroquia El Valle cuenta con un porcentaje de 63,5% del territorio apto para la agricultura, sin embargo, la mayor parte de sus habitantes no han visto este recurso como una posibilidad de fuente de ingresos. Dado este hecho únicamente tres comunidades presentan altos índices de producción y consumo como lo son Cochapamba, Maluay y San Antonio de Gapal. Entre los principales cultivos se destacan 5 tipos, el maíz ocupando el primer lugar, en segundo plano el frejol, como tercer cultivo está la producción de hortalizas, un cuarto lugar lo ocupa la producción de papas y el último corresponde al cultivo de las arvejas. 

#### Subsector pecuario
La producción de animales ha permitido a los pobladores de la localidad El Valle, desempeñar actividades económicas que les ayudan a subsistir y al aprovechamiento de los pastos. Es así que un gran porcentaje de los pobladores de las 49 comunidades dedican su tiempo a la crianza de animales, los mismos que tienen gran acogida en el mercado y además sirven de fuente de alimentación típica para los mismos pobladores. Aunque cabe mencionar el inconveniente que sufre la población para la comercialización de algunos de ellos, puesto que carecen de un canal de distribución que asegure un número frecuente de ventas. Entre los principales animales que los pobladores crían están, el cerdo, las aves, los cuyes, el ganado carne, y el ganado lechero (Ídem, 35).  

### Sector secundario
Los pobladores de la parroquia El Valle a más de abastecer su alimentación diaria gracias a la producción del sector primario ya mencionado han encontrado en la industria y manufactura otra alternativa económica. Es así que existen talleres de producción de textiles como pantalones y bordadoras.

## Gastronomía
El aroma del café, el chocolate y el morocho, son permanentes en el centro parroquial de El Valle, donde Sonia Coyago acompaña estas tradicionales bebidas con tortillas de choclo, su especialidad desde hace 15 años.

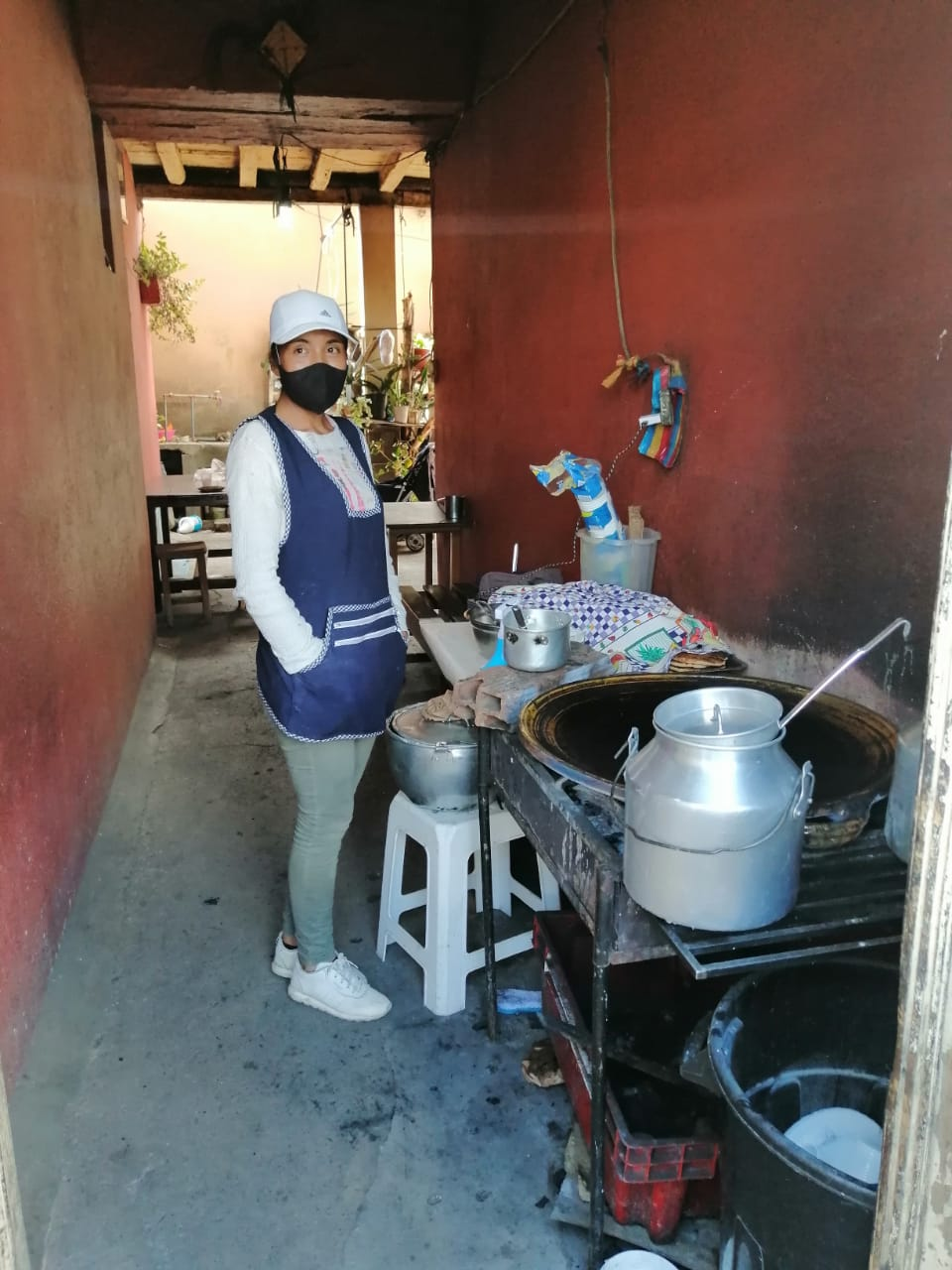
Comida tradicional: morocho y tortillas

Junto con su hija, Erika Coyago, preparan sobre el tiesto decenas de tortillas que son degustadas por propios y extraños. Ellas se ubican diariamente en una vivienda cerca del parque central, diagonal a la iglesia matriz. Además, en las fiestas parroquiales y patronales, se asan cuyes.

## Turismo
Cuando se visita la parroquia El Valle, ubicada a cuatro kilómetros del centro de Cuenca, el parque García Moreno recibe a los visitantes con un monumento de este personaje y un templo que cuenta con un reloj de pesas que está visible a toda la gente que visita la parroquia.
La iglesia San Juan Bautista de El Valle tiene una fachada con estilo colonial, tiene un campanario de, aproximadamente, cinco metros de alto en el que reposa el antiguo reloj. Los ventanales tienen un estilo gótico y en los que se aprecia interesantes vitrales. En el interior de la iglesia se pueden observar tres distribuciones que forman la cruz latina.
El templo se abre, únicamente, los fines de semana cuando hay celebraciones religiosas.

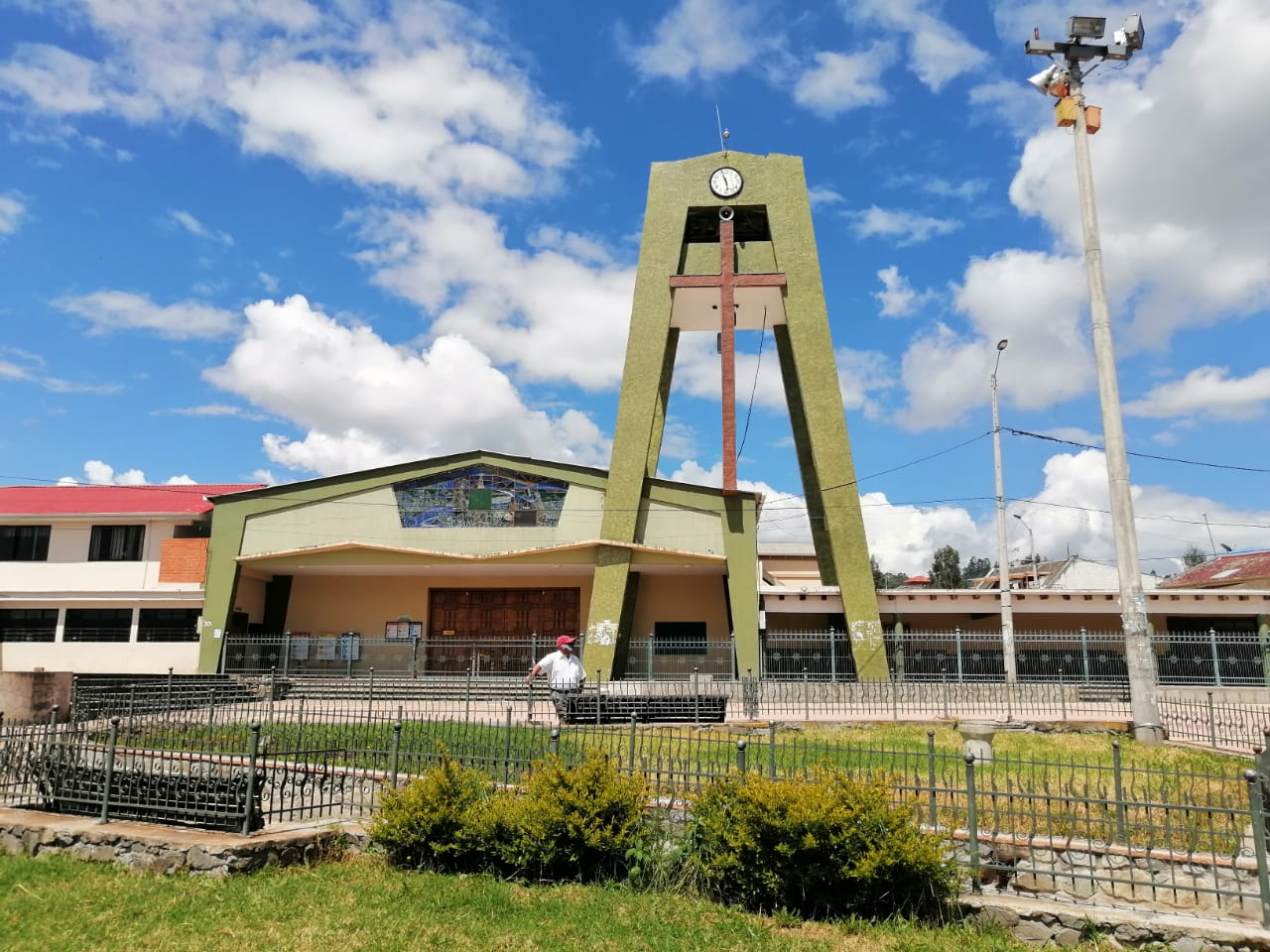
Iglesia de El Valle